# Rapture Tour
Rapture Tour — концертний тур американського репера Емінема на підтримку його восьмого студійого альбому The Marshall Mathers LP 2 (2013).
Перші виступи в Австралії та Новій Зеландії анонсували 22 жовтня 2013 р.

## Дати концертів
| Дата           | Місто        | Країна          | Місце проведення        | На розігріві                                          | Відвідуваність | Дохід      |
| Океанія        | Океанія      | Океанія         | Океанія                 | Океанія                                               | Океанія        | Океанія    |
| -------------- | ------------ | --------------- | ----------------------- | ----------------------------------------------------- | -------------- | ---------- |
| 15 лютого 2014 | Окленд       | Нова Зеландія   | Western Springs Stadium | Джей Коул Екшн Бронсон 360 Девід Даллас               | 52 444/52 444  | $6 838 988 |
| 19 лютого 2014 | Мельбурн     | Австралія       | Etihad Stadium          | Кендрік Ламар Джей Коул Екшн Бронсон 360 Девід Даллас | 51 335/51 335  | $7 034 160 |
| 20 лютого 2014 | Брисбен      | Австралія       | Suncorp Stadium         | Кендрік Ламар Джей Коул Екшн Бронсон 360 Девід Даллас | 43 927/43 927  | $5 643 915 |
| 22 лютого 2014 | Сідней       | Австралія       | ANZ Stadium             | Кендрік Ламар Джей Коул Екшн Бронсон 360 Девід Даллас | 53 649/53 649  | $6 937 910 |
| Африка         |              |                 |                         |                                                       |                |            |
| 26 лютого 2014 | Кейптаун     | Південна Африка | Cape Town Stadium       | Кендрік Ламар Джей Коул Екшн Бронсон                  | 37 825/42 366  | $1 939 801 |
| 1 березня 2014 | Йоганнесбург | Південна Африка | Ellis Park Stadium      | Кендрік Ламар Джей Коул Екшн Бронсон                  | 51 787/53 122  | $3 546 638 |
| Європа         |              |                 |                         |                                                       |                |            |
| 11 липня 2014  | Лондон       | Велика Британія | Wembley Stadium         | —                                                     | —              | —          |